# Група білоруських миротворців у Лівані
Група білоруських миротворців у Лівані — контингент військовослужбовців Збройних сил Республіки Білорусь, який бере участь у миротворчій операції в Лівані. Офіцерський компонент групи склали бійці миротворчої роти (підрозділ 103-ї бригади ПДВ), а медичний — представники медичного загону спеціального призначення (МЗСП) 432-го військового госпіталю.
2 серпня 2010 року президент Білорусі Олександр Лукашенко підписав указ № 400 «Про направлення військовослужбовців Збройних Сил Республіки Білорусь для участі в діяльності з підтримки міжнародного миру і безпеки в Ліванській Республіці». До Лівану білоруси прибули 17 листопада того ж року.
Планувалося, що в країну попрямує група в десять чоловік, але пізніше вона була скорочена до п'яти (один офіцер штабу і четверо медиків у складі хірургічної бригади: два лікарі та дві медсестри). У 2020 році контингент збільшено до 7 (додали двох офіцерів штабу Захід).
Досвід участі в ліванській місії значно допоміг білоруським військовим при проведенні гуманітарної операції в Сирії в 2023 році.